# Claudio Coello
Claudio Coello (né à Madrid en 1642 et mort dans la même ville le 20 avril 1693) est un artiste peintre et un décorateur espagnol.
Il obtient la charge de peintre officiel de la cour (pintor de Cámara), dans laquelle il succède à Juan Carreño de Miranda en 1685. 
Il peint à plusieurs reprises le roi Charles II ou la reine-mère Marie-Anne d'Autriche ainsi que plusieurs membres de leur cour mais aussi des moines et des religieux. Luca Giordano ayant été appelé d'Italie pour faire à l'Escurial des travaux sur lesquels il avait compté pour lui-même, il en mourut de chagrin.

## Œuvre
Il s'efforça de réunir le dessin d'Alonzo Cano, la couleur de Bartolomé Esteban Murillo et les brillants effets de Diego Vélasquez. Il y associe la chaleur des couleurs empruntées aux œuvres de Titien, de Rubens et de van Dyck qu'il a pu admirer dans les collections royales.
C'est l'auteur, entre autres œuvres, des fresques de l'escalier du couvent des Descalas Reales et de la sacristie du palais de l'Escurial.
- Saint Louis roi de France adorant la Vierge et l'Enfant (vers 1685), 229 × 249 cm, Musée du Prado, Madrid(es) « St Louis adorant la Vierge », sur Musée du Prado

"
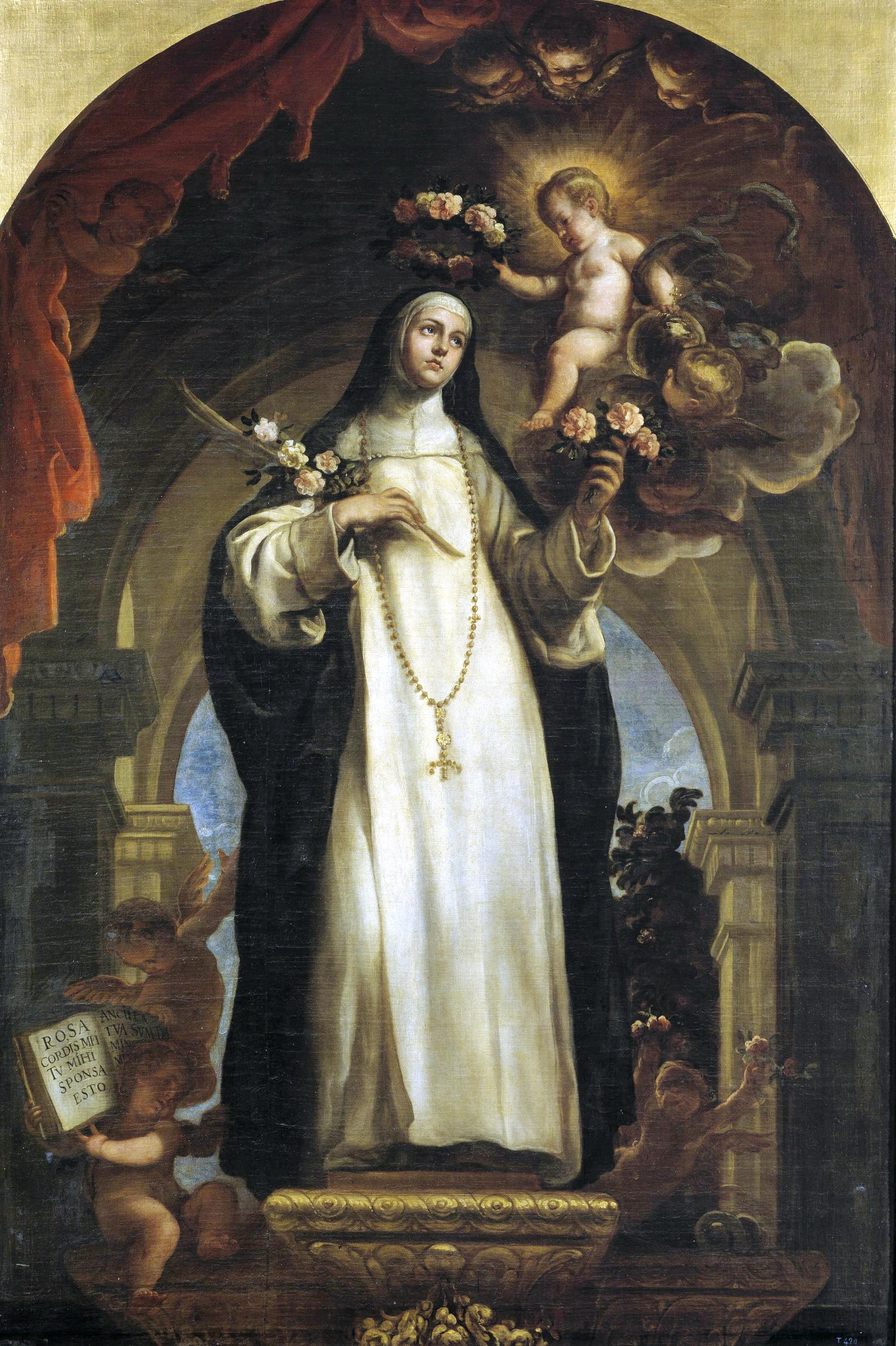
Sainte Rose de Lima
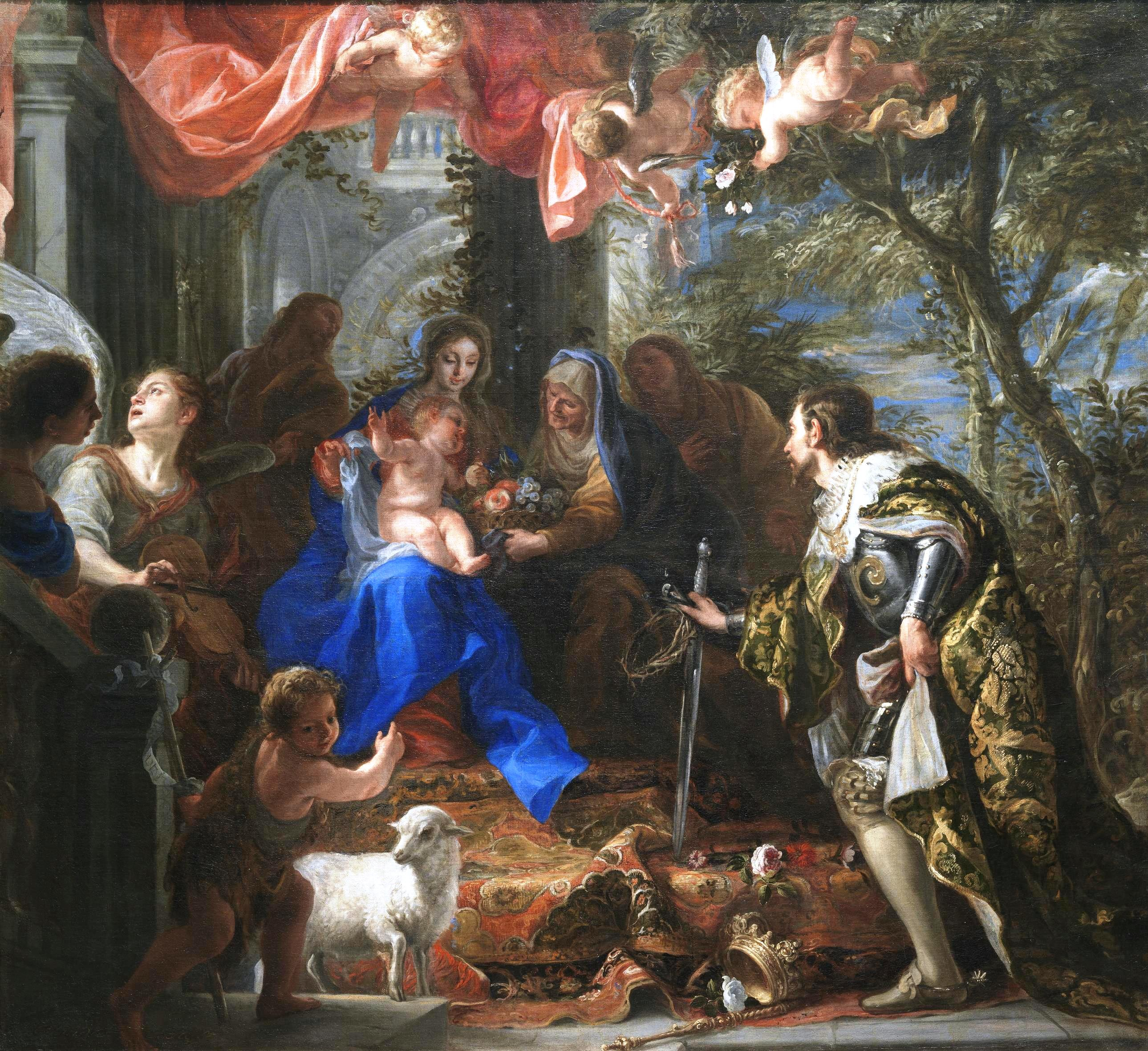
St Louis adorant la Vierge (vers 1685) Musée du Prado
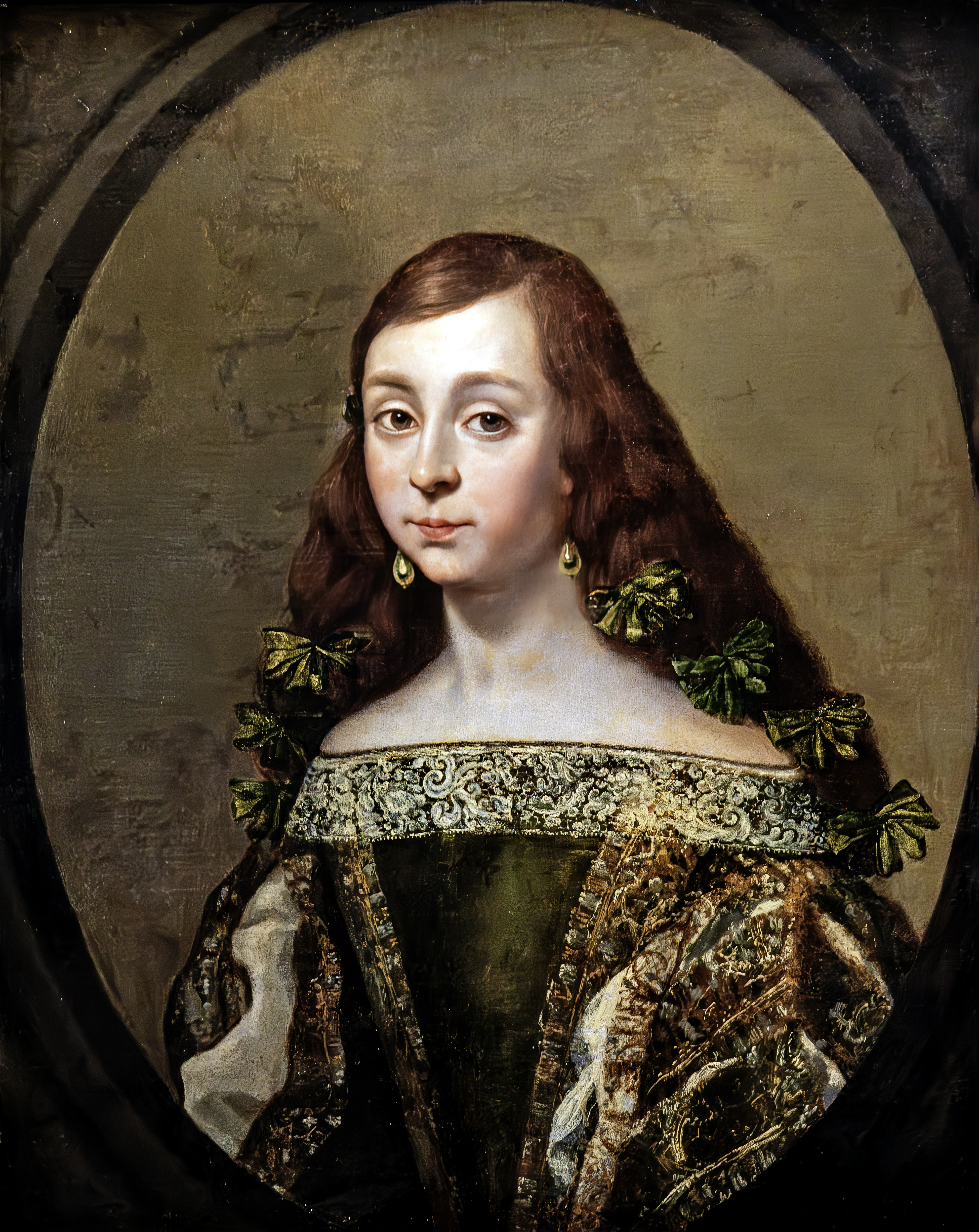
Portrait de jeune madrilène Musée Goya
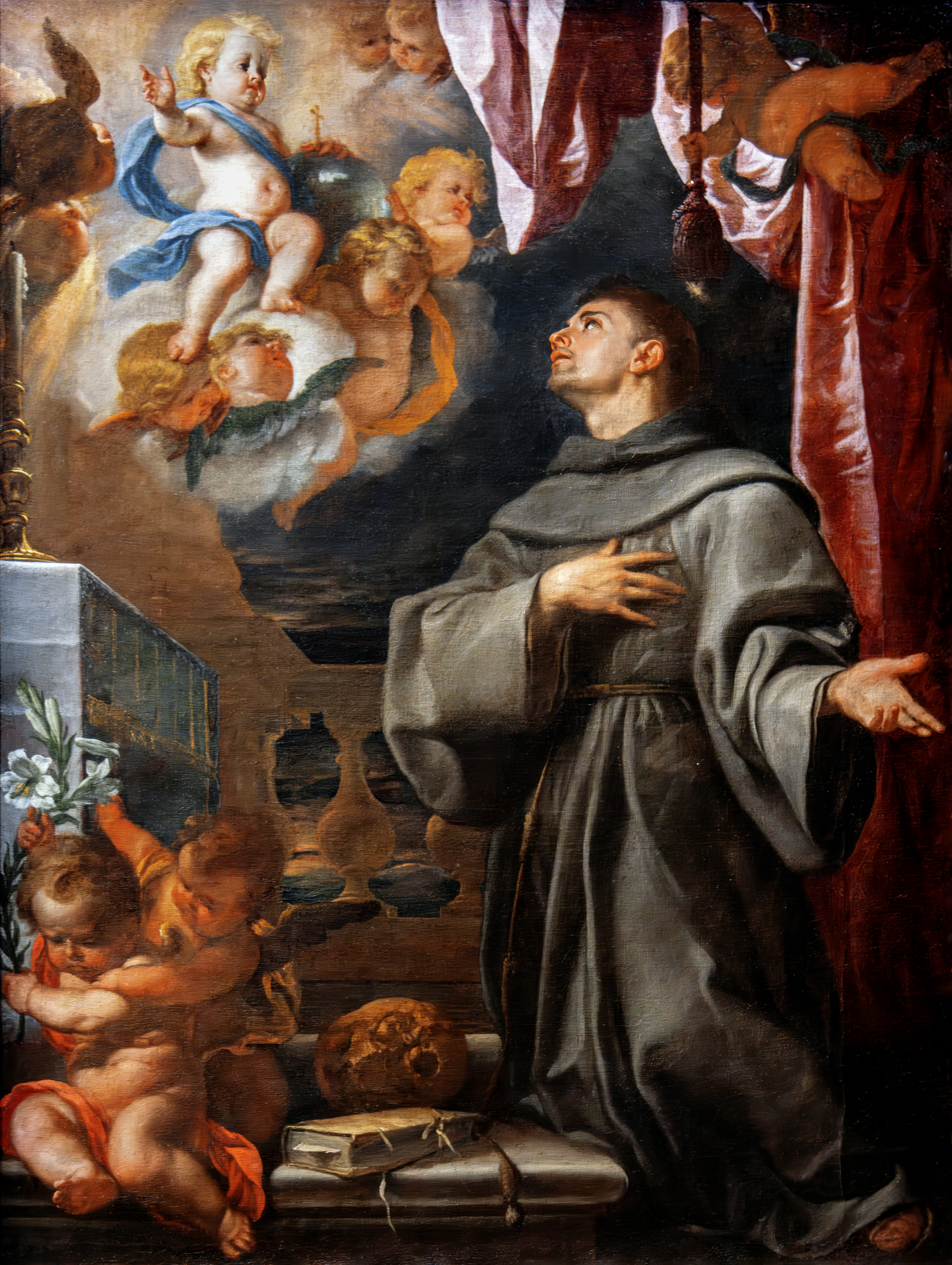
La Vision de saint Antoine[4], Musée Goya Castres
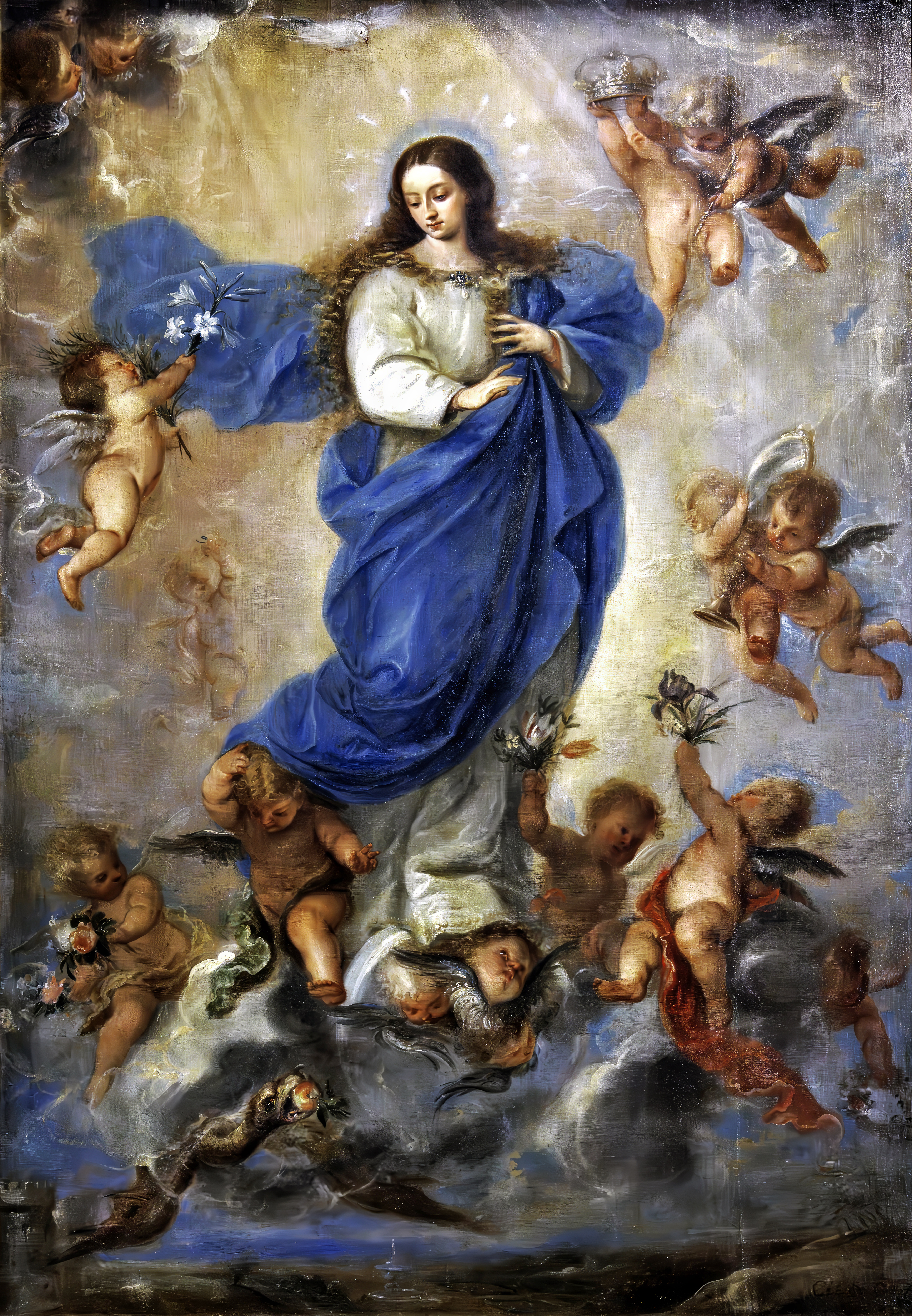
L'Immaculée Conception Musée Goya
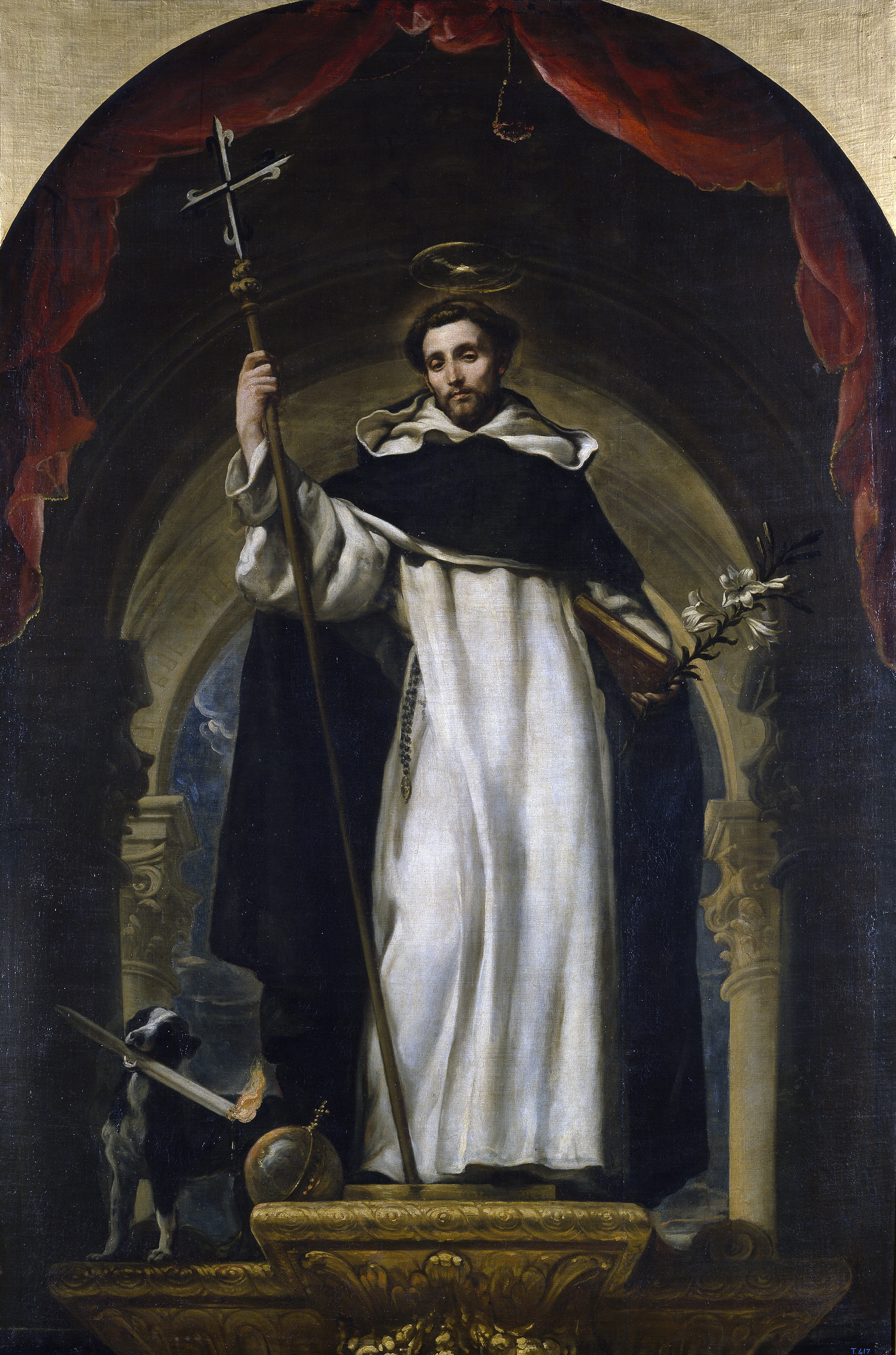
Saint Dominique de Guzman